# スカパー!プレミアムサービス光
スカパー!プレミアムサービス光（スカパー!プレミアムサービスひかり、SKY PerfecTV! Premium Service Hikari）は、スカパーJSAT（旧オプティキャスト）による有線一般放送サービス（光放送）である。旧名スカイパーフェクTV!光（スカイパーフェクティービー!ひかり、Sky PerfecTV!光）、光パーフェクTV!（ひかりパーフェクティービィー!、光PerfecTV!・ピカパー!）、オプティキャスト（オプキャス）。
2012年10月1日、名称を「スカパー!プレミアムサービス光」に変更。
NTTでのサービス名は「フレッツ・テレビ」。

## 概要
NTT東日本・NTT西日本のFTTH回線「フレッツ光」、並びにその回線を一部買い取り提供する「光コラボレーション」事業者（但し本サービスを取り扱わない光コラボレーション事業者も一部存在）、加えてアルテリア・ネットワークスの集合住宅向けFTTH回線「UCOM光レジデンス」を使用したサービスである。NTT地域会社回線を利用するものには一戸建向けのホームタイプと集合住宅居住者向けのマンションタイプがある。

### 基本サービス
契約者は全員、契約したチャンネルの月額料金に加え、別途基本料が必要。有料のチャンネルを1チャンネル以上契約することにより、「スカチャン1 4K （Ch.596）」が視聴可能となる（「スカチャン1 4K」の視聴には、4Kテレビと4K放送に対応したプレミアムサービス光チューナーが必要）。

### サービスエリア
2023年3月時点では、青森・秋田・山梨・山口・鳥取・島根・高知・鹿児島・大分・宮崎の各県を除く37都道府県の各一部。
2013年の福岡県進出で人口が300万人を超える都道府県で、2021年の熊本市をもってすべての政令市で概ねサービスが受けられるようになった。
また、開業している37都道府県においては、少なくとも都道府県庁所在都市の主要部が既にサービスエリアに含まれ、それら以外の中核市で未提供なのは北海道函館市、同旭川市、長野県松本市、長崎県佐世保市の4市となっている。
NTT東日本 北海道エリア
- 北海道
  - 札幌市（厚別区、北区、清田区、白石区、中央区、手稲区、豊平区、西区、東区）、恵庭市、江別市、空知郡南幌町の各全域
  - 札幌市（南区）、石狩郡当別町、石狩市、小樽市、北広島市、千歳市の各一部

NTT東日本 宮城エリア
- 宮城県 - 2020年11月16日より提供開始[3]
  - 仙台市（若林区）、黒川郡大郷町、黒川郡大衡村、多賀城市、富谷市、宮城郡七ヶ浜町、宮城郡利府町の各全域
  - 仙台市（青葉区、泉区、太白区、宮城野区）、石巻市、大崎市、加美郡加美町、加美郡色麻町、黒川郡大和町、塩釜市、遠田郡美里町、遠田郡涌谷町、名取市、東松島市、宮城郡松島町の各一部

NTT東日本 郡山エリア
- 福島県
  - 福島市、会津若松市、いわき市、郡山市、須賀川市、伊達市、田村郡三春町の各一部

NTT東日本 岩手エリア
- 岩手県 - 2021年1月7日より提供開始[4]
  - 盛岡市、紫波郡紫波町、紫波郡矢巾町、滝沢市の各一部

NTT東日本 山形エリア
- 山形県 - 2021年1月7日より提供開始[5]
  - 西村山郡河北町、東村山郡山辺町の全域
  - 山形市、上山市、寒河江市、酒田市、新庄市、鶴岡市、天童市、西村山郡大江町、東根市、東村山郡中山町、村山市、最上郡舟形町の各一部

NTT東日本 新潟エリア
- 新潟県
  - 新潟市（秋葉区、北区、江南区、中央区、西区、東区、南区）、柏崎市、刈羽郡刈羽村、五泉市、三条市、新発田市、燕市、長岡市の各一部

NTT東日本 長野エリア
- 長野県
  - 長野市、上高井郡高山村、須坂市、千曲市の各一部

NTT東日本 関東エリア
- 東京都
  - 東京23区の全域（※戸建エリアの一部を除く）
  - 昭島市、あきる野市、稲城市、清瀬市、国立市、小金井市、国分寺市、小平市、狛江市、立川市、多摩市、調布市、西多摩郡日の出町、西多摩郡瑞穂町、西東京市、八王子市、羽村市、東久留米市、東村山市、東大和市、日野市、府中市、福生市、町田市、三鷹市、武蔵野市、武蔵村山市の各全域
  - 青梅市の一部
- 神奈川県
  - 横浜市、川崎市、相模原市（中央区、南区）、愛甲郡愛川町、足柄上郡大井町、足柄上郡開成町、足柄上郡中井町、厚木市、綾瀬市、伊勢原市、海老名市、鎌倉市、高座郡寒川町、座間市、逗子市、茅ヶ崎市、中郡大磯町、中郡二宮町、秦野市、平塚市、藤沢市、三浦郡葉山町、南足柄市、大和市、横須賀市の各全域
  - 相模原市（緑区）、愛甲郡清川村、足柄上郡松田町、足柄下郡湯河原町、小田原市、三浦市の各一部
- 千葉県
  - 千葉市（稲毛区、中央区、花見川区、美浜区、緑区、若葉区）、我孫子市、市川市、印旛郡栄町、印旛郡酒々井町、浦安市、鎌ケ谷市、白井市、流山市、習志野市、松戸市、八街市、四街道市の各全域
  - 旭市、安房郡鋸南町、いすみ市、市原市、印西市、大網白里市、柏市、香取市、木更津市、君津市、佐倉市、山武市、匝瑳市、袖ケ浦市、富里市、館山市、長生郡長生村、長生郡睦沢町、東金市、成田市、富津市、野田市、船橋市、南房総市、茂原市、八千代市、山武郡九十九里町の各一部
- 埼玉県
  - さいたま市（岩槻区、浦和区、大宮区、北区、桜区、西区、緑区、南区、見沼区）、朝霞市、入間郡三芳町、入間郡毛呂山町、桶川市、川口市、川越市、北足立郡伊奈町、北葛飾郡松伏町、久喜市、越谷市、坂戸市、狭山市、志木市、草加市、鶴ヶ島市、所沢市、戸田市、新座市、比企郡川島町、比企郡鳩山町、富士見市、ふじみ野市、三郷市、南埼玉郡宮代町、八潮市、吉川市、和光市、蕨市の各全域
  - さいたま市（中央区）、上尾市、入間市、大里郡寄居町、春日部市、加須市、北葛飾郡杉戸町、行田市、熊谷市、鴻巣市、幸手市、白岡市、蓮田市、飯能市、東松山市、比企郡ときがわ町、比企郡滑川町、比企郡吉見町、日高市、深谷市の各一部
- 茨城県
  - 北相馬郡利根町、つくばみらい市、土浦市、守谷市、結城市、龍ケ崎市の各全域
  - 水戸市、石岡市、稲敷郡阿見町、稲敷郡河内町、稲敷郡美浦村、稲敷市、牛久市、かすみがうら市、常総市、筑西市、つくば市、取手市、那珂市、東茨城郡茨城町、東茨城郡城里町、ひたちなか市の各一部
- 群馬県
  - 邑楽郡板倉町、佐波郡玉村町、館林市の各全域
  - 前橋市、安中市、伊勢崎市、邑楽郡邑楽町、邑楽郡大泉町、邑楽郡明和町、太田市、北群馬郡榛東村、北群馬郡吉岡町、桐生市、渋川市、高崎市、藤岡市、みどり市の各一部
- 栃木県
  - 宇都宮市、足利市、小山市、鹿沼市、河内郡上三川町、佐野市、下都賀郡壬生町、下野市、栃木市、芳賀郡芳賀町、真岡市の各一部

NTT西日本 東海エリア
- 愛知県
  - 名古屋市、愛西市、愛知郡東郷町、海部郡大治町、海部郡蟹江町、海部郡飛島村、あま市、安城市、一宮市、稲沢市、犬山市、岩倉市、大府市、尾張旭市、春日井市、蒲郡市、刈谷市、北名古屋市、清須市、江南市、小牧市、知立市、瀬戸市、高浜市、丹波郡大口町、丹波郡扶桑町、知多郡阿久比町、知多郡武豊町、知多郡東浦町、知多郡美浜町、知多市、津島市、東海市、豊明市、豊川市、長久手市、西尾市、西春日井郡豊山町、日進市、額田郡幸田町、半田市、碧南市、みよし市の各全域
  - 岡崎市、新城市、田原市、知多郡南知多町、常滑市、豊田市、豊橋市、弥富市の各一部
- 静岡県
  - 静岡市（駿河区）、磐田市、掛川市、賀茂郡河津町、賀茂郡松崎町、賀茂郡南伊豆町、菊川市、湖西市、御殿場市、下田市、駿東郡清水町、駿東郡長泉町、榛原郡吉田町、浜松市（中区、東区、南区）、袋井市、富士宮市、牧之原市、焼津市の各全域
  - 静岡市（葵区、清水区）、熱海市、伊豆市、伊豆の国市、伊東市、御前崎市、賀茂郡西伊豆町、賀茂郡東伊豆町、島田市、周智郡森町、裾野市、駿東郡小山町、田方郡函南町、沼津市、浜松市（天竜区、西区、北区、浜北区）、藤枝市、富士市、三島市の各一部
- 岐阜県
  - 岐阜市、安八郡安八町、安八郡神戸町、揖斐郡池田町、揖斐郡大野町、可児郡御嵩町、多治見市、羽島郡笠松町、羽島郡岐南町、不破郡関ケ原町、不破郡垂井町、瑞穂市、本巣郡北方町の各全域
  - 安八郡輪之内町、揖斐郡揖斐川町、恵那市、大垣市、海津市、各務原市、加茂郡川辺町、可児市、加茂郡坂祝町、加茂郡富加町、加茂郡八百津町、郡上市、関市、高山市、土岐市、中津川市、羽島市、瑞浪市、美濃加茂市、美濃市、本巣市、山県市、養老郡養老町の各一部
- 三重県
  - 員弁郡東員町、多気郡明和町、三重郡朝日町、三重郡川越町、度会郡玉城町の全域
  - 津市、伊賀市、伊勢市、いなべ市、尾鷲市、亀山市、北牟婁郡紀北町、桑名市、志摩市、鈴鹿市、多気郡多気町、鳥羽市、名張市、松阪市、三重郡菰野町、四日市市の各一部

NTT西日本 近畿エリア
- 大阪府
  - 大阪市、堺市、池田市、泉大津市、大阪狭山市、交野市、門真市、河内長野市、吹田市、摂津市、泉南郡熊取町、泉南郡田尻町、泉南市、泉北郡忠岡町、豊中市、豊能郡能勢町、寝屋川市、羽曳野市、阪南市、枚方市、藤井寺市、松原市、箕面市、守口市、八尾市の各全域
  - 上を除く全17市町村の各一部
- 和歌山県
  - 和歌山市、有田郡湯浅町、岩出市、橋本市の各全域
  - 有田郡有田川町、有田郡広川町、有田市、伊都郡かつらぎ町、海南市、紀の川市、御坊市、田辺市、西牟婁郡上富田町、西牟婁郡白浜町、日高郡印南町、日高郡日高町、日高郡日高川町、日高郡みなべ町、日高郡美浜町の各一部
- 京都府
  - 京都市（上京区、下京区、中京区、東山区、南区、山科区）、宇治市、乙訓郡大山崎町、木津川市、久世郡久御山町、城陽市、相楽郡精華町、綴喜郡井手町、綴喜郡宇治田原町、向日市の各全域
  - 京都市（右京区、北区、左京区、西京区、伏見区）、綾部市、亀岡市、京田辺市、長岡京市、南丹市、福知山市、舞鶴市、宮津市、八幡市、与謝郡与謝野町の各一部
- 奈良県
  - 生駒郡安堵町、生駒郡斑鳩町、生駒郡三郷町、生駒郡平群町、生駒市、香芝市、葛城市、北葛城郡王寺町、北葛城郡河合町、北葛城郡上牧町、北葛城郡広陵町、磯城郡川西町、磯城郡田原本町、磯城郡三宅町、大和郡山市、大和高田市の各全域
  - 奈良市、橿原市、五條市、御所市、桜井市、高市郡高取町、天理市の各一部
- 滋賀県
  - 近江八幡市、蒲生郡日野町、蒲生郡竜王町、湖南市、守山市、野洲市の各全域
  - 大津市はじめ、上を除く全13市町の各一部
- 兵庫県
  - 神戸市（須磨区、垂水区、中央区、長田区、灘区、東灘区、兵庫区）、明石市、芦屋市、揖保郡太子町、加古川市、加古郡播磨町、神崎郡福崎町、高砂市の各全域
  - 神戸市（北区、西区）、相生市、赤穂市、尼崎市、淡路市、伊丹市、小野市、加古郡稲美町、加西市、加東市、川西市、川辺郡猪名川町、神崎郡市川町、神崎郡神河町、佐用郡佐用町、三田市、宍粟市、洲本市、多可郡多可町、宝塚市、たつの市、丹波市、丹波篠山市、豊岡市、西宮市、西脇市、姫路市、三木市、南あわじ市、養父市の各一部

NTT西日本 北陸エリア
- 石川県 - 2020年3月23日または5月1日より提供開始[6]
  - 河北郡内灘町、かほく市、野々市市、能美郡川北町、能美市、羽咋郡宝達志水町、羽咋市の各全域
  - 金沢市はじめ、上を除く全12市町の各一部
- 富山県
  - 中新川郡舟橋村の全域
  - 富山市はじめ、上を除く全14市町の各一部
- 福井県 - 2023年2月1日より提供開始[7]
  - 福井市、あわら市、越前市、大野市、勝山市、坂井市、鯖江市、丹生郡越前町、吉田郡永平寺町の各一部

NTT西日本 中国エリア
- 広島県 - 2014年7月31日より提供開始[8]
  - 広島市（中区、西区、東区）、安芸郡海田町、安芸郡熊野町、安芸郡坂町、安芸郡府中町、江田島市、尾道市、呉市の各全域
  - 広島市（安芸区、安佐北区、安佐南区、佐伯区、南区）、安芸高田市、竹原市、豊田郡大崎上島町、廿日市市、東広島市、福山市、府中市、三原市、三次市の各一部
- 岡山県 - 2014年9月30日より提供開始[9]
  - 岡山市（中区）、浅口市、小田郡矢掛町、都窪郡早島町の各全域
  - 岡山市（北区、東区、南区）、赤磐市、浅口郡里庄町、井原市、笠岡市、倉敷市、瀬戸内市、総社市、玉野市、備前市の各一部

NTT西日本 四国エリア
- 愛媛県 - 2021年10月10日より提供開始[10]
  - 松山市、伊予郡砥部町、東温市の各一部
- 香川県 - 2014年3月下旬より提供開始[11]
  - 綾歌郡綾川町、綾歌郡宇多津町、香川郡直島町、木田郡三木町、坂出市、小豆郡小豆島町、小豆郡土庄町、善通寺市、仲多度郡琴平町の各全域
  - 高松市はじめ、上を除く全8市町の各一部
- 徳島県
  - 徳島市、阿波市、板野郡藍住町、板野郡板野町、板野郡上板町、板野郡北島町、板野郡松茂町、小松島市、名西郡石井町、美馬郡つるぎ町、吉野川市の各全域
  - 阿南市、鳴門市の各一部

NTT西日本 九州エリア
- 福岡県
  - 福岡市（早良区、城南区、中央区、博多区、東区、南区）、北九州市（小倉南区、戸畑区、門司区、八幡西区、八幡東区、若松区）、飯塚市、糸島市、大川市、大野城市、大牟田市、小郡市、遠賀郡芦屋町、遠賀郡岡垣町、遠賀郡遠賀町、遠賀郡水巻町、春日市、糟屋郡宇美町、糟屋郡粕屋町、糟屋郡篠栗町、糟屋郡志免町、糟屋郡新宮町、糟屋郡須惠町、糟屋郡久山町、嘉穂郡桂川町、鞍手郡鞍手町、鞍手郡小竹町、古賀市、田川郡赤村、田川郡糸田町、田川郡大任町、田川郡川崎町、田川郡香春町、田川郡福智町、田川市、太宰府市、筑後市、筑紫野市、那珂川市、中間市、直方市、福津市、三井郡大刀洗町、三潴郡大木町、京都郡苅田町、みやま市、宮若市、柳川市、八女郡広川町、行橋市の各全域
  - 福岡市（西区）、北九州市（小倉北区）、朝倉郡筑前町、朝倉市、嘉麻市、久留米市、京都郡みやこ町、宗像市、八女市の各一部
- 佐賀県 - 2013年12月下旬提供開始[12]
  - 小城市、杵島郡大町町、杵島郡江北町、多久市、鳥栖市、西松浦郡有田町、藤津郡太良町、三養基郡上峰町、三養基郡基山町の各全域
  - 佐賀市、伊万里市、嬉野市、鹿島市、唐津市、神埼郡吉野ヶ里町、神埼市、杵島郡白石町、武雄市、三養基郡みやき町の各一部
- 長崎県 - 2020年12月28日提供開始[13]
  - 長崎市、西彼杵郡時津町、西彼杵郡長与町の各一部
- 熊本県 - 2021年3月29日提供開始[14]
  - 熊本市（西区）の全域
  - 熊本市（北区、中央区、東区、南区）、宇城市、上益城郡嘉島町、上益城郡益城町、菊池郡菊陽町、合志市の各一部
- 沖縄県 - 2023年3月30日提供開始・2024年5月14日エリア拡大[15][16][17]
  - 浦添市・豊見城市・中頭郡中城村の各全域
  - 那覇市・島尻郡南風原町・糸満市・豊見城市・宜野湾市・中頭郡北中城村・中頭郡北谷町・中頭郡西原町の各一部

※非直轄地域（2017年6月現在では広島県福山市で、エネルギア・コミュニケーションズ「MEGA EGG」のサービス提供地域のみ）では光パーフェクTV!をサービス名にしている地域もあり、それらについては同項目を参照。

## 技術
| 周波数帯（MHz）                              | 種別・方式                                                                     |
| -------------------------------------------- | ------------------------------------------------------------------------------ |
| VHFラジオ 76 - 90                            | アナログパススルー再送信 FM                                                    |
| VHFテレビ 90 - 108（LOW） 170 - 222（HIGH）  | 地上デジタル アナログ変換再送信 NTSC-J                                         |
| VHFテレビ 90 - 108（LOW） 170 - 222（HIGH）  | アナログ自主放送 NTSC-J                                                        |
| CATV 108 - 170（MID） 222 - 468（SuperHIGH） | デジタル自主放送† ITU-T J.83 Annex.B                                           |
| UHF 470 - 770                                | 地上デジタル アナログ変換再送信 NTSC-J                                         |
| UHF 470 - 770                                | 地上デジタル パススルー再送信 ISDB-T                                           |
| UHF 470 - 770                                | デジタル自主放送 （「スカパー!ナビ1,2」のみ） ISDB-T                           |
| UHF 470 - 770                                | デジタル自主放送† ITU-T J.83 Annex.B                                           |
| UHF 470 - 770                                | BSデジタルIF周波数変換‡ パススルー再送信 （一部地域。BS-1,3,13,15のみ） ISDB-S |
| BS-IF（BS右旋） 1,032 - 1,489                | BSデジタルIFパススルー再送信 （BS-1 - 23） ISDB-S                              |
| CS-IF（CS右旋） 1,595 - 2,072                | 東経110度CSデジタル IFパススルー再送信 ISDB-S                                  |
| BS-IF（BS左旋） 2,224 - 2,681                | 周波数変換パススルー 「光対応新4K8K衛星放送アダプター」利用                    |
| CS-IF（CS左旋） 2,748 - 3,224                | 周波数変換パススルー 「光対応新4K8K衛星放送アダプター」利用                    |

各地域の収容局にあるアンテナ群でスカパー!プレミアムサービスの専門チャンネルやBS衛星放送、地上波放送を受信する。「フレッツ・テレビ」での利用を除いたBSデジタルはUHF以下の周波数に変換し伝送、各世帯のアップコンバーターを使いBS-IF周波数に再変換する。「フレッツ・テレビ」でのBSデジタル・東経110度CS放送（右旋）はBS-IFならびにCS-IF周波数のままパススルー伝送される。
スカパー!で放送されている専門チャンネルは、ケーブルテレビで使用されているC13ch - C63chの帯域、ならびに地上波で使用していないUHF帯を使用し、トランスモジュレーション方式にて伝送される。地上デジタルテレビ放送はUHF帯パススルー伝送である。波長多重技術を用いていて光ファイバーにインターネットのデータ通信信号と、放送波の搬送波信号を多重して伝送する。加入者住居棟内で放送波を分離してRF電気信号に戻す。マンションタイプの場合、それらの信号を集合住宅のテレビ用同軸ケーブルからなる共同受信設備網に接続し各戸に送信、その信号を各戸で受信する。
BS、東経110度CS、地上デジタルテレビ、FMラジオ放送は市販の各放送対応受信機器で受信する（地上デジタルテレビ放送は、デジアナ変換により主番組の標準画質化映像・音声に限られるものの過去市販された地上アナログテレビでも視聴可）。専門チャンネルは専用チューナーや専用チューナー搭載テレビで受信する。
なお関東エリアでは2008年7月より、郡山エリアでは2008年9月より、専門チャンネル以外の放送サービス顧客契約窓口をNTT東日本に分離した上でBSデジタルをBS-IFパススルー伝送とした「フレッツ・テレビ」も並行して提供している（NTT東日本回線利用の従来のプランへの新規加入は、マンション共聴タイプを除き終了）。2008年12月1日よりNTT西日本（関西エリア、中京エリア、徳島エリア）でもサービスを開始。2009年4月1日より東経110度CSデジタル放送「旧・スカパー!e2」のパススルー伝送を開始した。
2010年5月1日より、「光パーフェクTV」「ケーブルシティ横浜」エリアを除いた地域でスカパー!HDの送信を開始。これに伴い、従来のスカパー!光（SD）の新規受付を終了し、スカパー!光HDのみ新規受付を行う。
2011年春より、地上デジタル放送をアナログ波に変換し再送信を行っていた（2015年3月31日まで）。VHF帯にて再配信を行っている為、マルチメディア放送の再配信は行わない。
2011年7月1日より、関東エリアを皮切りに地上デジタル放送方式の自主放送「スカパー!光1」および「スカパー!光2」を開始。マルチチャンネルであり、「1」はハイビジョン放送、サブチャンネルに当たる「2」は4:3標準画質放送を行なっている。フレッツ・テレビの契約者や、スカパー!光を導入している共同住宅でスカパー!光自体を契約していなくても追加料金なしで視聴可能。QVC、ショップチャンネル、e-天気.net（現・SORA-お天気チャンネル-）、BSスカパー!の4番組を時間帯によって編成して放送を行う。2012年10月1日よりチャンネル名を「スカパー!ナビ」に変更。デジタル自主放送のリモコンキーIDは北海道エリア・関東エリア・関西エリア・徳島エリアでは「11」、郡山エリア・中京エリアでは「12」である。フルセグ視聴対応のスマートフォンでの視聴は出来ない。
2013年4月1日、静岡県にエリアを拡大。アナログテレビ放送の終了後に開設されたエリアの為、デジアナ変換を行わない初めての地域となった。
2013年6月30日、スカパー!プロモ200（Ch.200）・スカパー!インフォ202（Ch.202）・スターデジオ（Ch.400-499）を除いた全てのスカパー!プレミアムサービス光（標準画質）の配信を終了した。標準画質専用チューナーではICカードが不要なチャンネル（Ch.200・202）以外のチャンネルの受信が不可能となる。
2014年6月30日、ケーブルシティ横浜エリアにおけるサービスを終了、地上波・BS等の同団体直営CATVサービスは翌日付けでジェイコムイーストへ事業譲渡となる。
2017年11月16日、「フレッツ・テレビ」等におけるBS右旋4Ｋ放送を2018年12月1日（土）より提供開始する予定と報道発表。
2018年7月12日、光回線を使ったテレビサービスにおける新4K8K衛星放送対応の実現について報道発表、2018年12月に「スカパーJSAT施設利用サービス」に関連するサービス名称等を「テレビ視聴サービス」に改称して300円/月（税抜）に値上げ。BS/110度CS左旋4K・8K放送は周波数変換パススルーにより、「専用アダプタ」を利用して2019年夏以降より提供。
2019年7月1日、光回線を使ったテレビサービスにおけるBS/110度CS左旋4K・8K放送の提供開始について報道発表、2019年9月1日より、新4K8K衛星放送のうちBS/110度CS左旋4K・8K放送の提供を開始。BS/110度CS左旋4K・8K放送の視聴に用いる『光対応新4K8K衛星放送アダプター』の販売は2019年8月26日より申込受付を開始する。販売価格は9,000円(税別)

## チャンネルの一覧
料金にはNHK受信料が含まれていない。よって、NHK受信料を別途NHKに支払う必要がある（一部のケーブルテレビ会社が行っている「団体一括支払の特例」が適用されない）。

### アナログテレビ
- ■の背景色はデジタル放送をアナログに変換（デジアナ変換）して送信を行っているチャンネル。
- NHK-BS放送、放送大学のアナログ配信は2011年7月24日をもって終了した。
- デジアナ変換で再配信されている放送局は全ての番組で録画制限が行われている為、HDD/DVD（Blu-ray）レコーダーなどで録画した番組は「1回だけ録画可能」となってしまう為に注意が必要である。またメインチャンネルのみ再配信されており、サブチャンネルの再配信は行われていない。
- QVCの配信は自主放送の扱いとなっている。
- デジアナ変換は2015年3月31日まで配信。ただし北海道、神奈川県、三重県、奈良県、徳島県は2015年4月12日実施の各道県知事選挙（第18回統一地方選挙）の政見放送実施のため、同年4月13日まで配信を行う。

#### NTT東日本
| ch | 関東エリア                               | 関東エリア                               | 関東エリア                               | 関東エリア                               | 郡山エリア         | 北海道エリア         |
| ch | 東京都                                   | 神奈川県                                 | 埼玉県                                   | 千葉県                                   | 福島県             | 北海道               |
| -- | ---------------------------------------- | ---------------------------------------- | ---------------------------------------- | ---------------------------------------- | ------------------ | -------------------- |
| 1  | NHK東京 総合                             | NHK東京 総合                             | NHK東京 総合                             | NHK東京 総合                             |                    | HBC 北海道放送       |
| 2  |                                          |                                          |                                          |                                          | NHK福島 Eテレ      |                      |
| 3  | NHK東京 Eテレ                            | NHK東京 Eテレ                            | NHK東京 Eテレ                            | NHK東京 Eテレ                            |                    | NHK札幌 総合         |
| 4  | NTV 日本テレビ放送網                     | NTV 日本テレビ放送網                     | NTV 日本テレビ放送網                     | NTV 日本テレビ放送網                     | FCT 福島中央テレビ |                      |
| 5  |                                          |                                          |                                          |                                          |                    | STV 札幌テレビ放送   |
| 6  | TBSテレビ                                | TBSテレビ                                | TBSテレビ                                | TBSテレビ                                | TUF テレビユー福島 |                      |
| 8  | CX フジテレビジョン                      | CX フジテレビジョン                      | CX フジテレビジョン                      | CX フジテレビジョン                      |                    |                      |
| 9  |                                          |                                          |                                          |                                          | NHK福島 総合       |                      |
| 10 | EX テレビ朝日                            | EX テレビ朝日                            | EX テレビ朝日                            | EX テレビ朝日                            | KFB 福島放送       |                      |
| 11 | QVC                                      | QVC                                      | QVC                                      | QVC                                      | FTV 福島テレビ     | QVC                  |
| 12 | TX テレビ東京                            | TX テレビ東京                            | TX テレビ東京                            | TX テレビ東京                            | QVC                | NHK札幌 Eテレ        |
| 14 | TOKYO MX1 東京メトロポリタンテレビジョン | TOKYO MX1 東京メトロポリタンテレビジョン | TOKYO MX1 東京メトロポリタンテレビジョン | TOKYO MX1 東京メトロポリタンテレビジョン |                    |                      |
| 15 |                                          | tvk テレビ神奈川                         | TVS テレビ埼玉                           | CTC 千葉テレビ放送                       |                    |                      |
| 17 |                                          |                                          |                                          |                                          |                    | TVh テレビ北海道     |
| 27 |                                          |                                          |                                          |                                          |                    | UHB 北海道文化放送   |
| 35 |                                          |                                          |                                          |                                          |                    | HTB 北海道テレビ放送 |

#### NTT西日本
| ch | 東海エリア           | 東海エリア           | 東海エリア           | 関西エリア           | 関西エリア           | 関西エリア         | 関西エリア         | 関西エリア         | 関西エリア         | 徳島エリア         |
| ch | 愛知県               | 三重県               | 岐阜県               | 大阪府               | 兵庫県               | 京都府             | 奈良県             | 滋賀県             | 和歌山県           | 徳島県             |
| -- | -------------------- | -------------------- | -------------------- | -------------------- | -------------------- | ------------------ | ------------------ | ------------------ | ------------------ | ------------------ |
| 1  | THK 東海テレビ放送   | THK 東海テレビ放送   | THK 東海テレビ放送   |                      | NHK神戸 総合         | NHK京都 総合       | NHK奈良 総合       | NHK大津 総合       |                    | JRT 四国放送       |
| 2  |                      |                      |                      | NHK大阪 総合         |                      |                    |                    |                    | NHK和歌山 総合     |                    |
| 3  | NHK名古屋 総合       | NHK津 総合           | NHK岐阜 総合         |                      |                      | KBS 京都放送       | TVN 奈良テレビ放送 | BBC びわ湖放送     |                    | NHK徳島 総合       |
| 4  |                      | MTV 三重テレビ放送   | GBS 岐阜放送         | MBS 毎日放送         | MBS 毎日放送         | MBS 毎日放送       | MBS 毎日放送       | MBS 毎日放送       | MBS 毎日放送       | MBS 毎日放送       |
| 5  | CBCテレビ            | CBCテレビ            | CBCテレビ            |                      |                      |                    |                    |                    | WTV テレビ和歌山   |                    |
| 6  |                      |                      |                      | ABC 朝日放送         | ABC 朝日放送         | ABC 朝日放送       | ABC 朝日放送       | ABC 朝日放送       | ABC 朝日放送       | ABC 朝日放送       |
| 8  |                      |                      |                      | KTV 関西テレビ放送   | KTV 関西テレビ放送   | KTV 関西テレビ放送 | KTV 関西テレビ放送 | KTV 関西テレビ放送 | KTV 関西テレビ放送 | KTV 関西テレビ放送 |
| 9  | NHK名古屋 Eテレ      | NHK名古屋 Eテレ      | NHK名古屋 Eテレ      |                      |                      |                    |                    |                    |                    |                    |
| 10 |                      |                      |                      | ytv 讀賣テレビ放送   | ytv 讀賣テレビ放送   | ytv 讀賣テレビ放送 | ytv 讀賣テレビ放送 | ytv 讀賣テレビ放送 | ytv 讀賣テレビ放送 |                    |
| 11 | NBN 名古屋テレビ放送 | NBN 名古屋テレビ放送 | NBN 名古屋テレビ放送 | QVC                  | QVC                  | QVC                | QVC                | QVC                |                    | QVC                |
| 12 | QVC                  |                      |                      | NHK大阪 Eテレ        | NHK大阪 Eテレ        | NHK大阪 Eテレ      | NHK大阪 Eテレ      | NHK大阪 Eテレ      | NHK大阪 Eテレ      | NHK徳島 Eテレ      |
| 19 |                      |                      |                      | TVO テレビ大阪       | TVO テレビ大阪       | TVO テレビ大阪     | TVO テレビ大阪     |                    |                    |                    |
| 25 | TVA テレビ愛知       | TVA テレビ愛知       | TVA テレビ愛知       |                      |                      |                    |                    |                    |                    |                    |
| 34 |                      |                      |                      |                      |                      |                    | KBS 京都放送       |                    |                    |                    |
| 35 | CTV 中京テレビ放送   | CTV 中京テレビ放送   | CTV 中京テレビ放送   | SUN サンテレビジョン | SUN サンテレビジョン |                    |                    |                    |                    |                    |

- 大阪府でのKBS京都、徳島県でのTVO・SUNの再配信は2011年7月24日 12:00の地上アナログ放送終了に伴い終了した。
- 三重県、岐阜県、和歌山県は、QVCのアナログ配信を行っていない。

### デジタルテレビ

#### 地上デジタル
- 地上デジタルテレビ放送およびBSデジタル放送のチャンネルは、リモコンキーIDに同じ。詳しくはリモコンキーIDの項目を参照。
- ワンセグ実施局では、ワンセグもパススルー配信されている。
- 一部の例外（近畿地方・佐賀県鳥栖地域など）を除き、県外局の区域外再放送は同意されていないため受信できない局が多いが、この場合、市販のUHFアンテナとの混合工事を行うことで視聴することは可能である。

##### NTT東日本
北海道・宮城・山形・岩手・郡山・甲信越エリア
| ID | 北海道エリア         | 宮城エリア             | 山形エリア        | 岩手エリア         | 郡山エリア         | 甲信越エリア                 | 甲信越エリア     |  |
| ID | 北海道 札幌地区      | 宮城県                 | 山形県            | 岩手県             | 福島県             | 新潟県                       | 長野県           |  |
| -- | -------------------- | ---------------------- | ----------------- | ------------------ | ------------------ | ---------------------------- | ---------------- |  |
| 1  | HBC 北海道放送       | 東北放送               | NHK山形 総合      | NHK盛岡 総合       | NHK福島 総合       | NHK新潟 総合                 | NHK長野 総合     |  |
| 2  | NHK札幌 Eテレ        | NHK仙台 Eテレ          | NHK山形 Eテレ     | NHK盛岡 Eテレ      | NHK福島 Eテレ      | NHK新潟 Eテレ                | NHK長野 Eテレ    |  |
| 3  | NHK札幌 総合         | NHK仙台 総合           |                   |                    |                    |                              |                  |  |
| 4  |                      | ミヤギテレビ           | 山形放送          | テレビ岩手         | FCT 福島中央テレビ | TeNY テレビ新潟放送網        | TSB テレビ信州   |  |
| 5  | STV 札幌テレビ放送   | 東日本放送             | 山形テレビ        | 岩手朝日テレビ     | KFB 福島放送       | UX 新潟テレビ21              | abn 長野朝日放送 |  |
| 6  | HTB 北海道テレビ放送 |                        | テレビユー山形    | IBC岩手放送        | TUF テレビユー福島 | BSN 新潟放送                 | SBC 信越放送     |  |
| 7  | TVh テレビ北海道     |                        |                   |                    |                    |                              |                  |  |
| 8  | UHB 北海道文化放送   | 仙台放送               | さくらんぼテレビ  | 岩手めんこいテレビ | FTV 福島テレビ     | NST 新潟総合テレビ           | NBS 長野放送     |  |
| 9  |                      |                        | 市民チャンネル    |                    |                    |                              |                  |  |
| 10 |                      |                        |                   | ICT市民チャンネル2 |                    |                              |                  |  |
| 11 |                      | コミュニティチャンネル | 市民チャンネル第2 | ICT市民チャンネル  |                    | スカパー!ナビ1/2（自主放送） |                  |  |

- 福島県や新潟県ではテレビ東京の再配信を行っていない。

関東エリア
| ID | 関東エリア                                      | 関東エリア                                      | 関東エリア                                      | 関東エリア                                      | 関東エリア                       | 関東エリア                       | 関東エリア                       |
| ID | 東京都                                          | 神奈川県                                        | 埼玉県                                          | 千葉県                                          | 茨城県                           | 栃木県                           | 群馬県                           |
| -- | ----------------------------------------------- | ----------------------------------------------- | ----------------------------------------------- | ----------------------------------------------- | -------------------------------- | -------------------------------- | -------------------------------- |
| 1  | NHK東京 総合                                    | NHK東京 総合                                    | NHK東京 総合                                    | NHK東京 総合                                    | NHK水戸 総合                     | NHK宇都宮 総合                   | NHK前橋 総合                     |
| 2  | NHK東京 Eテレ                                   | NHK東京 Eテレ                                   | NHK東京 Eテレ                                   | NHK東京 Eテレ                                   | NHK東京 Eテレ                    | NHK東京 Eテレ                    | NHK東京 Eテレ                    |
| 3  |                                                 | tvk テレビ神奈川                                | TVS テレビ埼玉                                  | CTC 千葉テレビ放送                              |                                  | GYT とちぎテレビ                 | GTV 群馬テレビ                   |
| 4  | NTV 日本テレビ放送網                            | NTV 日本テレビ放送網                            | NTV 日本テレビ放送網                            | NTV 日本テレビ放送網                            | NTV 日本テレビ放送網             | NTV 日本テレビ放送網             | NTV 日本テレビ放送網             |
| 5  | EX テレビ朝日                                   | EX テレビ朝日                                   | EX テレビ朝日                                   | EX テレビ朝日                                   | EX テレビ朝日                    | EX テレビ朝日                    | EX テレビ朝日                    |
| 6  | TBSテレビ                                       | TBSテレビ                                       | TBSテレビ                                       | TBSテレビ                                       | TBSテレビ                        | TBSテレビ                        | TBSテレビ                        |
| 7  | TX テレビ東京                                   | TX テレビ東京                                   | TX テレビ東京                                   | TX テレビ東京                                   | TX テレビ東京                    | TX テレビ東京                    | TX テレビ東京                    |
| 8  | CX フジテレビジョン                             | CX フジテレビジョン                             | CX フジテレビジョン                             | CX フジテレビジョン                             | CX フジテレビジョン              | CX フジテレビジョン              | CX フジテレビジョン              |
| 9  | 091ch TOKYO MX 1 東京メトロポリタンテレビジョン | 091ch TOKYO MX 1 東京メトロポリタンテレビジョン | 091ch TOKYO MX 1 東京メトロポリタンテレビジョン | 091ch TOKYO MX 1 東京メトロポリタンテレビジョン |                                  |                                  |                                  |
| 9  | 093ch TOKYO MX 2 東京メトロポリタンテレビジョン |                                                 |                                                 |                                                 |                                  |                                  |                                  |
| 11 | 111ch スカパー!ナビ1（自主放送）                | 111ch スカパー!ナビ1（自主放送）                | 111ch スカパー!ナビ1（自主放送）                | 111ch スカパー!ナビ1（自主放送）                | 111ch スカパー!ナビ1（自主放送） | 111ch スカパー!ナビ1（自主放送） | 111ch スカパー!ナビ1（自主放送） |
| 11 | 112ch スカパー!ナビ2（自主放送）                |                                                 |                                                 |                                                 |                                  |                                  |                                  |

- 東京都は隣県の独立局（CTC、tvk、TVS）のデジタル再配信を行っていない。
- 埼玉県新座市の一部（武蔵野MA・市外局番042地域）は東京都地域に設定されている為、地元テレビ局であるはずのTVSが配信されていない。
- TOKYO MXの再配信は南関東1都3県と茨城県（土浦、水海道、龍ケ崎の各MA地域）のみとなっている。
- 栃木県や群馬県では隣県の再配信を行っていない。
- 茨城県では隣県の独立局（GYT、CTC、TVS）の再配信を行っていない。
- 放送大学は地上波放送の終了（後述のBSに集約）により2018年9月30日で配信終了。

##### NTT西日本
東海エリア
| ID | 東海エリア                       | 東海エリア                       | 東海エリア                       | 東海エリア                       |
| ID | 愛知県                           | 三重県                           | 岐阜県                           | 静岡県                           |
| -- | -------------------------------- | -------------------------------- | -------------------------------- | -------------------------------- |
| 1  | THK 東海テレビ放送               | THK 東海テレビ放送               | THK 東海テレビ放送               | NHK静岡 総合                     |
| 2  | NHK名古屋 Eテレ                  | NHK名古屋 Eテレ                  | NHK名古屋 Eテレ                  | NHK静岡 Eテレ                    |
| 3  | NHK名古屋 総合                   | NHK津 総合                       | NHK岐阜 総合                     |                                  |
| 4  | CTV 中京テレビ放送               | CTV 中京テレビ放送               | CTV 中京テレビ放送               | SDT 静岡第一テレビ               |
| 5  | CBCテレビ                        | CBCテレビ                        | CBCテレビ                        | SATV 静岡朝日テレビ              |
| 6  | NBN 名古屋テレビ放送             | NBN 名古屋テレビ放送             | NBN 名古屋テレビ放送             | SBS 静岡放送                     |
| 7  |                                  | MTV 三重テレビ放送               |                                  |                                  |
| 8  |                                  |                                  | GBS 岐阜放送                     | SUT テレビ静岡                   |
| 10 | TVA テレビ愛知                   | TVA テレビ愛知                   | TVA テレビ愛知                   |                                  |
| 12 | 121ch スカパー!ナビ1（自主放送） | 121ch スカパー!ナビ1（自主放送） | 121ch スカパー!ナビ1（自主放送） | 121ch スカパー!ナビ1（自主放送） |
| 12 | 122ch スカパー!ナビ2（自主放送） |                                  |                                  |                                  |

- 愛知県では三重テレビおよび岐阜放送の再配信を行っていない。

関西エリア
| ID | 関西エリア                                                 | 関西エリア                                                 | 関西エリア                              | 関西エリア                              | 関西エリア                       | 関西エリア                       |
| ID | 大阪府                                                     | 兵庫県                                                     | 京都府                                  | 奈良県                                  | 滋賀県                           | 和歌山県                         |
| -- | ---------------------------------------------------------- | ---------------------------------------------------------- | --------------------------------------- | --------------------------------------- | -------------------------------- | -------------------------------- |
| 1  | NHK大阪 総合                                               | NHK神戸 総合                                               | NHK京都 総合                            | NHK奈良 総合                            | NHK大津 総合                     | NHK和歌山 総合                   |
| 2  | NHK大阪 Eテレ                                              | NHK大阪 Eテレ                                              | NHK大阪 Eテレ                           | NHK大阪 Eテレ                           | NHK大阪 Eテレ                    | NHK大阪 Eテレ                    |
| 3  | SUN サンテレビジョン （大阪府四條畷市の一部はNHK奈良総合） | SUN サンテレビジョン （大阪府四條畷市の一部はNHK奈良総合） |                                         | NHK大阪 総合 （奈良県のみ）             | BBC びわ湖放送                   |                                  |
| 4  | MBS 毎日放送                                               | MBS 毎日放送                                               | MBS 毎日放送                            | MBS 毎日放送                            | MBS 毎日放送                     | MBS 毎日放送                     |
| 5  | KBS 京都放送 （四條畷市の一部・島本町のみ）                |                                                            | KBS 京都放送                            | KBS 京都放送                            |                                  | WTV テレビ和歌山                 |
| 6  | ABC 朝日放送テレビ                                         | ABC 朝日放送テレビ                                         | ABC 朝日放送テレビ                      | ABC 朝日放送テレビ                      | ABC 朝日放送テレビ               | ABC 朝日放送テレビ               |
| 7  | TVO テレビ大阪 （兵庫県西部地域を除く）                    | TVO テレビ大阪 （兵庫県西部地域を除く）                    | TVO テレビ大阪 （兵庫県西部地域を除く） | TVO テレビ大阪 （兵庫県西部地域を除く） |                                  |                                  |
| 8  | KTV 関西テレビ放送                                         | KTV 関西テレビ放送                                         | KTV 関西テレビ放送                      | KTV 関西テレビ放送                      | KTV 関西テレビ放送               | KTV 関西テレビ放送               |
| 9  | TVN 奈良テレビ放送 （四條畷市の一部）                      |                                                            |                                         | TVN 奈良テレビ放送                      |                                  |                                  |
| 10 | ytv 讀賣テレビ放送                                         | ytv 讀賣テレビ放送                                         | ytv 讀賣テレビ放送                      | ytv 讀賣テレビ放送                      | ytv 讀賣テレビ放送               | ytv 讀賣テレビ放送               |
| 11 | 111ch スカパー!ナビ1（自主放送）                           | 111ch スカパー!ナビ1（自主放送）                           | 111ch スカパー!ナビ1（自主放送）        | 111ch スカパー!ナビ1（自主放送）        | 111ch スカパー!ナビ1（自主放送） | 111ch スカパー!ナビ1（自主放送） |
| 11 | 112ch スカパー!ナビ2（自主放送）                           |                                                            |                                         |                                         |                                  |                                  |

- 大阪府四條畷市田原地区と奈良県においては同じID1のNHK大阪総合とNHK奈良総合のチャンネルに枝番が設定される。チャンネルボタンを分けるには受信機毎に手動で設定する必要がある。
- 大阪府四條畷市田原地区と奈良県ではSUNの再配信は行われていない。
- 四條畷市の一部と三島郡島本町を除く大阪府ではKBS京都のデジタル再配信は行っていない。
- 京都府では受信点の関係上、TVNの再配信は行わっていない（宇治市以南をエリアとするKCN京都はアナログ・デジタル共にTVNの再配信が行われている）。
- 兵庫県西部・北部や京都府両丹ではTVOの再配信は行っていない。
- 大阪府三島郡島本町ではNHK京都総合がアナログ2ch・デジタル1chで再送信されるが、NHK大阪総合の再送信は行われていない。
- 兵庫県川西市のうち国崎・黒川地区はNHK大阪総合が再送信されるが、NHK神戸総合の再送信は行われていない。
- 滋賀県ではKBSの再配信の要望が多いが、行われていない。
- 和歌山県はテレビ和歌山の同意がなく、NHK大阪総合、SUN、TVOのデジタル再配信は行っていない。

北陸エリア
| ID | 北陸エリア         | 北陸エリア             | 北陸エリア               |
| ID | 石川県             | 富山県                 | 福井県                   |
| -- | ------------------ | ---------------------- | ------------------------ |
| 1  | NHK金沢 総合       | KNB 北日本放送         | NHK福井 総合             |
| 2  | NHK金沢 Eテレ      | NHK富山 Eテレ          | NHK福井 Eテレ            |
| 3  |                    | NHK富山 総合           |                          |
| 4  | KTK テレビ金沢     |                        |                          |
| 5  | HAB 北陸朝日放送   | HAB 北陸朝日放送       | HAB 北陸朝日放送         |
| 6  | MRO 北陸放送       | TUT チューリップテレビ | MRO 北陸放送             |
| 7  |                    |                        | FBC 福井放送             |
| 8  | ITC 石川テレビ放送 | BBT 富山テレビ         | FTB 福井テレビジョン放送 |

中国エリア
| ID | 中国エリア                       | 中国エリア                       |
| ID | 広島県                           | 岡山県                           |
| -- | -------------------------------- | -------------------------------- |
| 1  | NHK広島 総合                     | NHK岡山 総合                     |
| 2  | NHK広島 Eテレ                    | NHK岡山 Eテレ                    |
| 3  | RCC 中国放送                     |                                  |
| 4  | HTV 広島テレビ放送               | RNC 西日本放送                   |
| 5  | HOME 広島ホームテレビ            | KSB 瀬戸内海放送                 |
| 6  |                                  | RSK 山陽放送                     |
| 7  |                                  | TSC テレビせとうち               |
| 8  | TSS テレビ新広島                 | OHK 岡山放送                     |
| 11 | 111ch スカパー!ナビ1（自主放送） |                                  |
| 11 | 112ch スカパー!ナビ2（自主放送） |                                  |
| 12 |                                  | 121ch スカパー!ナビ1（自主放送） |
| 12 | 122ch スカパー!ナビ2（自主放送） |                                  |

- 岡山県ではサンテレビの再配信を行っていない。

四国エリア
| ID | 四国エリア                       | 四国エリア                       | 四国エリア     |
| ID | 香川県                           | 徳島県                           | 愛媛県         |
| -- | -------------------------------- | -------------------------------- | -------------- |
| 1  | NHK高松 総合                     | JRT 四国放送                     | NHK松山 総合   |
| 2  | NHK高松 Eテレ                    | NHK徳島 Eテレ                    | NHK松山 Eテレ  |
| 3  |                                  | NHK徳島 総合                     |                |
| 3  | SUN サンテレビジョン             |                                  |                |
| 4  | RNC 西日本放送                   | MBS 毎日放送                     | 南海放送       |
| 5  | KSB 瀬戸内海放送                 |                                  | 愛媛朝日テレビ |
| 6  | RSK 山陽放送                     | ABC 朝日放送テレビ               | あいテレビ     |
| 7  | TSC テレビせとうち               | TVO テレビ大阪                   |                |
| 8  | OHK 岡山放送                     | KTV 関西テレビ放送               | テレビ愛媛     |
| 11 |                                  | 111ch スカパー!ナビ1（自主放送） |                |
| 11 | 112ch スカパー!ナビ2（自主放送） |                                  |                |
| 12 | 121ch スカパー!ナビ1（自主放送） |                                  |                |
| 12 | 122ch スカパー!ナビ2（自主放送） |                                  |                |

- 香川県ではサンテレビの再配信を行っていない。
- 香川県のスカパー!ナビ1/2（自主放送）は物理チャンネルUHF19を使用している。
- 徳島県ではテレビ和歌山の再配信を行っていない。
- 徳島県においては同じID3のNHK徳島総合とサンテレビのチャンネルに枝番が設定される。チャンネルボタンを分けるには受信機毎に手動で設定する必要がある。
- 徳島県ではytvのデジタル再配信はJRTの同意が得られない為、行われていない。
- 徳島県美馬郡つるぎ町ではサンテレビの再配信を行っていない。

九州エリア
| ID | 九州エリア                       | 九州エリア                       | 九州エリア                       | 九州エリア     | 九州エリア     | 九州エリア    |
| ID | 福岡県 福岡地区                  | 福岡県 北九州地区                | 佐賀県                           | 長崎県         | 熊本県         | 沖縄県        |
| -- | -------------------------------- | -------------------------------- | -------------------------------- | -------------- | -------------- | ------------- |
| 1  | KBC 九州朝日放送                 | KBC 九州朝日放送                 | KBC 九州朝日放送                 | NHK長崎 総合   | NHK熊本 総合   | NHK沖縄 総合  |
| 1  |                                  | NHK佐賀 総合                     |                                  | NHK長崎 総合   | NHK熊本 総合   | NHK沖縄 総合  |
| 2  | NHK福岡 Eテレ                    | NHK北九州 Eテレ                  | NHK佐賀 Eテレ                    | NHK長崎 Eテレ  | NHK熊本 Eテレ  | NHK沖縄 Eテレ |
| 3  | NHK福岡 総合                     | NHK北九州 総合                   | sts サガテレビ                   | 長崎放送       | 熊本放送       | 琉球放送      |
| 4  | RKB毎日放送                      | RKB毎日放送                      | RKB毎日放送                      | 長崎国際テレビ | 熊本県民テレビ |               |
| 5  | FBS 福岡放送                     | FBS 福岡放送                     | FBS 福岡放送                     | 長崎文化放送   | 熊本朝日放送   | 琉球朝日放送  |
| 7  | TVQ九州放送                      | TVQ九州放送                      | TVQ九州放送                      |                |                |               |
| 8  | TNC テレビ西日本                 | TNC テレビ西日本                 |                                  | テレビ長崎     | テレビ熊本     | 沖縄テレビ    |
| 11 | 111ch スカパー!ナビ1（自主放送） | 111ch スカパー!ナビ1（自主放送） | 111ch スカパー!ナビ1（自主放送） |                |                |               |
| 11 | 112ch スカパー!ナビ2（自主放送） |                                  |                                  |                |                |               |

- 佐賀県（鳥栖地区除く）ではTNCの再配信を行っていない。
- 佐賀県においては同じID1のKBCとNHK佐賀総合のチャンネルに枝番が設定される。チャンネルボタンを分けるには受信機毎に手動で設定する必要がある。

#### 2KBSデジタル放送
- 太字で表示されている2KBSデジタル放送チャンネルは、「フレッツ・テレビ」でのみ供給している[22][23]。ホームタイプでは細字で表示されているチャンネルのみが視聴可能。また、集合住宅等では建物に設置しているBSアンテナの信号を混合し、全チャンネルを受信可能としている場合がある。（→技術参照）
- ホームタイプで「BSデジタル」を視聴するには、別途アップコンバーターのレンタル（270円／月）が必要。

| ID    | チャンネル                               | チャンネル名                | 備考                        |
| ----- | ---------------------------------------- | --------------------------- | --------------------------- |
| 1     | BS101-102                                | NHK BS                      | 別途NHKへの衛星契約が必要   |
| 4     | BS141-143                                | BS日テレ                    | 無料放送                    |
| 5     | BS151-153                                | BS朝日                      | 無料放送                    |
| 6     | BS161-163                                | BS-TBS                      | 無料放送                    |
| 7     | BS171-173                                | BSテレ東                    | 無料放送                    |
| 8     | BS181-183                                | BSフジ                      | 無料放送                    |
| 9     | BS191                                    | WOWOW プライム              | 別途WOWOWへの契約が必要     |
| 9     | BS192                                    | WOWOW ライブ                | 別途WOWOWへの契約が必要     |
| 9     | BS193                                    | WOWOW シネマ                | 別途WOWOWへの契約が必要     |
| 10    | BS200                                    | BS10                        | 無料放送                    |
| 10    | BS201                                    | BS10スターチャンネル        | 別途スカパー!への契約が必要 |
| 11    | BS211                                    | BS11イレブン                | 無料放送                    |
| 12    | BS222                                    | BS12 トゥエルビ             | 無料放送                    |
|       | BS231                                    | 放送大学キャンパスex        | 無料放送                    |
| BS232 | 放送大学キャンパスon                     |                             | 無料放送                    |
| BS234 | グリーンチャンネル                       | 別途スカパー!への契約が必要 |                             |
| BS236 | アニマックス                             | 別途スカパー!への契約が必要 |                             |
| BS242 | J SPORTS 1                               | 別途スカパー!への契約が必要 |                             |
| BS243 | J SPORTS 2                               | 別途スカパー!への契約が必要 |                             |
| BS244 | J SPORTS 3                               | 別途スカパー!への契約が必要 |                             |
| BS245 | J SPORTS 4                               | 別途スカパー!への契約が必要 |                             |
| BS251 | BS釣りビジョン                           | 別途スカパー!への契約が必要 |                             |
| BS252 | WOWOWプラス 映画・ドラマ・スポーツ・音楽 | 別途スカパー!への契約が必要 |                             |
| BS255 | 日本映画専門チャンネル                   | 別途スカパー!への契約が必要 |                             |
| BS256 | ディズニー・チャンネル                   | 別途スカパー!への契約が必要 |                             |
| BS260 | J:COM BS                                 | 無料放送                    |                             |
| BS265 | BSよしもと                               | 無料放送                    |                             |
| BS531 | 放送大学BSラジオ                         | ラジオ放送 無料放送         |                             |

- その他、「フレッツ・テレビ」では、各局の独立データ放送も受信可能。
- 地上デジタル放送自体を送信しているため、BSデジタルによる地デジ難視対策放送（物理チャンネルBS-17ch、BS291-298、BS890）は対象外とされ、2015年3月31日の放送終了まで送信されなかった（番組表は別のチャンネルにて送信されているため見ることは可能だった）。

#### 4K8K衛星放送
BS右旋放送は、2018年12月1日より再放送開始。
| ID | チャンネル | チャンネル名          | 備考                      |
| -- | ---------- | --------------------- | ------------------------- |
| 1  | BS4K 101   | NHK BSプレミアム4K    | 別途NHKへの衛星契約が必要 |
| 4  | BS4K 141   | BS日テレ 4K           | 無料放送                  |
| 5  | BS4K 151   | BS朝日 4K             | 無料放送                  |
| 6  | BS4K 161   | BS-TBS 4K             | 無料放送                  |
| 7  | BS4K 171   | BSテレ東 4K           | 無料放送                  |
| 8  | BS4K 181   | BSフジ 4K             | 無料放送                  |
| 11 | BS4K 211   | ショップチャンネル 4K | 無料放送                  |
| 12 | BS4K 221   | 4K QVC                | 無料放送                  |

- BS日テレ 4Kは2019年9月1日放送開始（当初の開始予定日・同年12月1日より3ヶ月前倒し）。
- BS・110度CS左旋4K・8K放送は周波数変換パススルーにより、「光対応新4K8K衛星放送アダプター」を利用して2019年9月1日より提供。

| ID | チャンネル | チャンネル名 | 備考                      |
| -- | ---------- | ------------ | ------------------------- |
| 2  | BS8K 102   | NHK BS8K     | 別途NHKへの衛星契約が必要 |

- 「NHK BS8K」を視聴する場合は、8K放送対応機器・受信設備が必要。
- 「WOWOW 4K」は、2021年3月1日より提供開始。2025年2月28日放送終了。

#### 110度CSデジタル
- 東経110度CS放送「スカパー!」（旧・スカパー!e2）は、「フレッツ・テレビ」のみ供給。（スカパー! チャンネル一覧の項目を参照）
- スカパー!プレミアムサービス光とスカパー!との同時受信・同時契約も可能である。
- かつてスカパー!において加入料が設定されていた2017年9月30日までは、「フレッツ・テレビ」にてスカパー!に加入する際は同一名義・同一支払い方法に限りスカパー!加入料は免除されていた（加入料に相当する「スカパーJSAT施設利用登録料」を既に支払っている為。逆に、スカパー!プレミアムサービスまたはスカパー!の加入者がスカパー!プレミアムサービス光ならびにフレッツ・テレビに加入すると「スカパーJSAT施設利用登録料」が免除されていた。）。複数台契約の場合は複数台契約の規定に従う。なお2017年10月1日以降はスカパー!の加入料は撤廃されており、加入料撤廃によりスカパー!プレミアムサービス光ならびにフレッツ・テレビ加入者は衛星波契約にかかわらず「テレビ視聴サービス登録料」（名称変更）を支払うことになる。

#### プレミアムサービス光
- 専門チャンネルは、ほぼスカパー!プレミアムサービスと共通（スカパー! チャンネル一覧の項目を参照）。
- 但し、プレミアムサービスで放送されているチャンネルのうち、以下のチャンネルはプレミアムサービス光で放送されていない（2021年2月1日現在）。
  - チャンネル銀河 歴史ドラマ・サスペンス・日本のうた（Ch.664） - フレッツ・テレビでは、東経110度CS放送「スカパー!」での視聴が可能。

- また放映権の関係上、広島エリアではJ SPORTS 1で放送される広島東洋カープのホームゲームは放送出来ない。ただし、スカパー!での視聴の場合は放送の再送信に該当するため休止にはならない。
- 送信される周波数帯と変調方式が違うためスカパー!プレミアムサービス光専用チューナーが必要である。専用チューナーはスカパーJSATからレンタル・販売もしくは市販の搭載テレビや専用チューナーもある。
- 衛星での受信では不可欠である電圧の切り替えによる偏波切り替えを行う必要がない為に配線の分配が容易であり、1系統の配線で複数の専用チューナーの接続が可能である。
- 宮城県、岩手県、山形県ではサービスを行っていない。

### FMラジオ

#### NTT東日本
北海道・宮城・山形・岩手・郡山・甲信越エリア
| 77.1 |                                         | Date fm （FM仙台） |            |                |                             |                                   |            |  |  |  |
| 77.5 |                                         |                    |            |                |                             | エフエムラジオ新潟 （FM-NIIGATA） |            |  |  |  |
| 77.6 |                                         |                    |            | FM岩手         |                             |                                   |            |  |  |  |
| 78.9 |                                         |                    |            | ラヂオもりおか |                             |                                   |            |  |  |  |
| 79.7 |                                         |                    |            |                |                             |                                   | FM長野     |  |  |  |
| 80.4 | エフエム北海道 （AIR-G'）               |                    |            |                |                             |                                   |            |  |  |  |
| 81.0 |                                         |                    | FM山形     |                |                             |                                   |            |  |  |  |
| 81.8 |                                         |                    |            |                | エフエム福島 （ふくしまFM） |                                   |            |  |  |  |
| 82.3 |                                         |                    |            |                |                             | NHK新潟 FM                        |            |  |  |  |
| 82.5 | エフエム・ノースウェーブ （NORTH WAVE） | NHK仙台 FM         |            |                |                             |                                   |            |  |  |  |
| 82.7 |                                         |                    | NHK山形 FM |                |                             |                                   |            |  |  |  |
| 82.8 |                                         |                    |            | NHK盛岡 FM     |                             |                                   |            |  |  |  |
| 84.0 |                                         |                    |            |                |                             |                                   | NHK長野 FM |  |  |  |
| 85.2 | NHK札幌 FM                              |                    |            |                |                             |                                   |            |  |  |  |
| 85.3 |                                         |                    |            |                | NHK福島 FM                  |                                   |            |  |  |  |

- 北海道ではSTVラジオ（90.4MHz）、北海道放送（HBCラジオ、91.5MHz）各局のFM補完中継局の配信は行われていない。
- 宮城県の一部にてFMラジオが聴取出来ないエリアがある。
- 福島県ではラジオ福島（rfc）郡山FM補完中継局（90.8MHz）の配信は行われていない。
- 新潟県では新潟放送（BSN）ラジオFM補完中継局（92.7MHz）の配信は行われていない。
- 長野県では信越放送（SBC）ラジオFM補完中継局（92.2MHz等）の配信は行われていない。
- 新潟県民エフエム放送（FM PORT）は閉局により、2020年6月30日で配信終了。

関東エリア
| MHz  | 関東エリア                | 関東エリア                      | 関東エリア                       | 関東エリア                | 関東エリア                | 関東エリア                   | 関東エリア                |
| MHz  | 東京都                    | 神奈川県                        | 埼玉県                           | 千葉県                    | 茨城県                    | 栃木県                       | 群馬県                    |
| ---- | ------------------------- | ------------------------------- | -------------------------------- | ------------------------- | ------------------------- | ---------------------------- | ------------------------- |
| 78.0 |                           |                                 |                                  | ベイエフエム （BAYFM）    |                           |                              |                           |
| 78.3 |                           |                                 |                                  |                           |                           | エフエム栃木 （RADIO BERRY） |                           |
| 79.5 |                           |                                 | エフエムナックファイブ （NACK5） |                           |                           |                              |                           |
| 80.0 | エフエム東京 （TOKYO FM） | エフエム東京 （TOKYO FM）       | エフエム東京 （TOKYO FM）        | エフエム東京 （TOKYO FM） | エフエム東京 （TOKYO FM） |                              |                           |
| 80.7 |                           |                                 |                                  | NHK千葉 FM                |                           |                              |                           |
| 81.3 | J-WAVE                    | J-WAVE                          | J-WAVE                           | J-WAVE                    | J-WAVE                    |                              |                           |
| 81.6 |                           |                                 |                                  |                           |                           |                              | NHK前橋 FM                |
| 81.9 |                           | NHK横浜 FM                      |                                  |                           |                           |                              |                           |
| 82.5 | NHK東京 FM                |                                 |                                  |                           |                           |                              |                           |
| 83.2 |                           |                                 |                                  |                           | NHK水戸 FM                |                              |                           |
| 83.7 |                           |                                 |                                  |                           |                           | NHK宇都宮 FM                 |                           |
| 84.7 |                           | 横浜エフエム放送 （FMヨコハマ） |                                  |                           |                           |                              |                           |
| 85.1 |                           |                                 | NHKさいたま FM                   |                           |                           |                              |                           |
| 86.3 |                           |                                 |                                  |                           |                           |                              | エフエム群馬 （FM GUNMA） |
| 89.7 | InterFM897                | InterFM897                      | InterFM897                       | InterFM897                | InterFM897                |                              |                           |

- TBSラジオ（90.5MHz）、文化放送（91.6MHz）、ならびにニッポン放送（93.0MHz）各局のFM補完中継局の配信は行われていない。
- 千葉県におけるInterFMの配信は2010年11月1日に開始。
- InterFMは2015年10月1日に76.1MHzから89.7MHzに周波数変更。
- 神奈川県ではアール・エフ・ラジオ日本（RF）FM補完中継局（92.4MHz）の配信は行われていない。
- 茨城県ではLuckyFM茨城放送FM補完中継局（94.6MHz）の配信は行われていない。
- エフエム栃木とNHK宇都宮FMは宇都宮本局（76.4、80.3MHz）ではなく、足利中継局（78.3、83.7MHz）を配信している。
- 放送大学は閉局により、2018年9月30日で配信終了。群馬県では前橋中継局（77.8MHz）の配信は行われていなかった。

#### NTT西日本
東海エリア
| MHz  | 東海エリア                | 東海エリア                | 東海エリア                  | 東海エリア                 |
| MHz  | 愛知県                    | 岐阜県                    | 三重県                      | 静岡県                     |
| ---- | ------------------------- | ------------------------- | --------------------------- | -------------------------- |
| 77.8 | ZIP-FM                    | ZIP-FM                    | ZIP-FM                      |                            |
| 78.9 |                           |                           | 三重エフエム放送 （radio3） |                            |
| 79.2 |                           |                           |                             | 静岡エフエム放送 （K-mix） |
| 80.0 |                           | エフエム岐阜 （FM GIFU）  |                             |                            |
| 80.7 | エフエム愛知 （FM AICHI） | エフエム愛知 （FM AICHI） | エフエム愛知 （FM AICHI）   |                            |
| 81.8 |                           |                           | NHK津 FM                    |                            |
| 82.5 | NHK名古屋 FM              |                           |                             |                            |
| 83.6 |                           | NHK岐阜 FM                |                             |                            |
| 88.8 |                           |                           |                             | NHK静岡 FM                 |

- RADIO-iは閉局により2010年9月30日で配信終了。
- 2015年10月1日に放送を開始した東海ラジオ放送（92.9MHz）およびCBCラジオ（93.7MHz）のFM補完中継局は配信されていない。
- 岐阜県では岐阜放送（GBS）ラジオFM補完中継局（90.4MHz）の配信は行われていない。
- 静岡県では静岡放送（SBS）ラジオFM補完中継局（93.9MHz）の配信は行われていない。
- 2014年4月1日に開局し、2020年6月30日に閉局したRadio NEO（名古屋79.5MHz）の配信は一度も行われなかった。

関西エリア
| MHz  | 関西エリア                | 関西エリア                        | 関西エリア                 | 関西エリア                 | 関西エリア                        | 関西エリア                 |  |
| MHz  | 大阪府                    | 兵庫県                            | 京都府                     | 奈良県                     | 滋賀県                            | 和歌山県                   |  |
| ---- | ------------------------- | --------------------------------- | -------------------------- | -------------------------- | --------------------------------- | -------------------------- |  |
| 76.5 | FM COCOLO                 | FM COCOLO                         | FM COCOLO                  |                            | FM COCOLO                         | FM COCOLO                  |  |
| 77.0 |                           |                                   |                            |                            | エフエム滋賀 （e-radio）          |                            |  |
| 80.2 | FM802                     | FM802                             | FM802                      | FM802                      |                                   | FM802                      |  |
| 81.0 |                           |                                   | エフエム京都 （α-STATION） | エフエム京都 （α-STATION） |                                   | エフエム京都 （α-STATION） |  |
| 81.5 |                           | 兵庫エフエム放送 （Kiss FM KOBE） |                            | NHK奈良 FM                 | 兵庫エフエム放送 （Kiss FM KOBE） |                            |  |
| 82.8 |                           | NHK京都 FM                        |                            |                            |                                   |                            |  |
| 84.0 |                           |                                   |                            | NHK大津 FM                 |                                   |                            |  |
| 84.7 |                           |                                   |                            |                            |                                   | NHK和歌山 FM               |  |
| 85.1 | エフエム大阪 （FM OSAKA） | エフエム大阪 （FM OSAKA）         | エフエム大阪 （FM OSAKA）  |                            |                                   | エフエム大阪 （FM OSAKA）  |  |
| 86.0 |                           | NHK神戸 FM                        |                            |                            |                                   |                            |  |
| 88.1 | NHK大阪 FM                |                                   |                            |                            |                                   |                            |  |

- MBSラジオ（90.6MHz）、ラジオ大阪（91.9MHz）、ならびに朝日放送ラジオ（ABCラジオ、93.3MHz）各局のFM補完中継局の配信は行われていない。
- 京都府では京都放送（KBS京都）ラジオFM補完中継局（94.9MHz）の配信は行われていない。
- 和歌山県では和歌山放送ラジオFM補完中継局（94.2MHz）の配信は行われていない。
- 奈良県はFM COCOLOを配信していない（FM COCOLOは奈良市を放送対象地域としている）。
- 2011年7月1日より、兵庫県におけるNHK神戸FMとKiss FM KOBEの周波数が変更となった。

北陸エリア
| MHz  | 北陸エリア              | 北陸エリア | 北陸エリア                  |  |
| MHz  | 石川県                  | 富山県     | 福井県                      |  |
| ---- | ----------------------- | ---------- | --------------------------- |  |
| 76.1 |                         |            | 福井エフエム放送 （FM福井） |  |
| 80.5 | エフエム石川 （FM石川） |            |                             |  |
| 81.5 |                         | NHK富山 FM |                             |  |
| 82.2 | NHK金沢 FM              |            |                             |  |
| 82.7 |                         | FMとやま   |                             |  |
| 83.4 |                         |            | NHK福井 FM                  |  |

中国エリア
| MHz  | 中国エリア               | 中国エリア                  |
| MHz  | 広島県                   | 岡山県                      |
| ---- | ------------------------ | --------------------------- |
| 76.8 |                          | 岡山エフエム放送 （FM岡山） |
| 78.2 | 広島エフエム放送 （HFM） |                             |
| 86.0 | NHK広島 FM               |                             |
| 88.7 |                          | NHK岡山 FM                  |

- 広島県では中国放送（RCC）ラジオFM補完中継局（94.6MHz）の配信は行われていない。
- 岡山県ではRSK山陽放送（RSK）ラジオFM補完中継局（91.4MHz）の配信は行われていない。

四国エリア
| MHz  | 四国エリア              | 四国エリア                        | 四国エリア |
| MHz  | 香川県                  | 徳島県                            | 愛媛県     |
| ---- | ----------------------- | --------------------------------- | ---------- |
| 76.5 |                         | FM COCOLO                         |            |
| 78.6 | エフエム香川 （FM香川） |                                   |            |
| 79.7 |                         |                                   | FM愛媛     |
| 80.2 |                         | FM802                             |            |
| 80.7 |                         | エフエム徳島 （FM徳島）           |            |
| 83.4 |                         | NHK徳島 FM                        |            |
| 85.1 |                         | エフエム大阪 （FM OSAKA）         |            |
| 86.0 | NHK高松 FM              |                                   |            |
| 87.7 |                         |                                   | NHK松山 FM |
| 89.9 |                         | 兵庫エフエム放送 （Kiss FM KOBE） |            |

九州エリア
| MHz  | 九州エリア                       | 九州エリア                       | 九州エリア                       | 九州エリア           | 九州エリア   | 九州エリア |
| MHz  | 福岡県 福岡地区                  | 福岡県 北九州地区                | 佐賀県                           | 長崎県               | 熊本県       | 沖縄県     |
| ---- | -------------------------------- | -------------------------------- | -------------------------------- | -------------------- | ------------ | ---------- |
| 76.1 |                                  |                                  | ラブエフエム国際放送 （LOVE FM） |                      |              |            |
| 77.4 |                                  |                                  |                                  |                      | エフエム熊本 |            |
| 78.7 | CROSS FM                         | CROSS FM                         |                                  |                      |              |            |
| 79.5 |                                  |                                  |                                  | エフエム長崎 （FMN） |              |            |
| 79.7 |                                  |                                  | エフエム佐賀 （FMS）             |                      |              |            |
| 80.7 | エフエム福岡 （FM FUKUOKA）      | エフエム福岡 （FM FUKUOKA）      |                                  |                      |              |            |
| 81.6 |                                  |                                  | NHK佐賀 FM                       |                      |              |            |
| 82.1 |                                  |                                  | エフエム福岡 （FM FUKUOKA）      |                      |              |            |
| 82.5 | ラブエフエム国際放送 （LOVE FM） | ラブエフエム国際放送 （LOVE FM） |                                  |                      |              |            |
| 84.5 |                                  |                                  |                                  | NHK長崎 FM           |              |            |
| 84.8 | NHK福岡 FM                       |                                  |                                  |                      |              |            |
| 85.4 |                                  |                                  |                                  |                      | NHK熊本 FM   |            |
| 85.7 |                                  | NHK北九州 FM                     |                                  |                      |              |            |
| 86.5 |                                  |                                  | CROSS FM                         |                      |              |            |
| 87.3 |                                  |                                  |                                  |                      |              | FM沖縄     |
| 88.1 |                                  |                                  |                                  |                      |              | NHK沖縄 FM |

- 福岡県では九州朝日放送（KBCラジオ、福岡90.2MHz・北九州94.0MHz）、RKB毎日放送（RKBラジオ、福岡91.0MHz・北九州91.5MHz）各局のFM補完中継局の配信は行われていない。
- FMSは佐賀本局（77.9MHz）ではなく、鳥栖中継局（九千部山、79.7MHz）を配信している。
- NHK福岡以外の民放は、久留米中継局（九千部山）の周波数である（LOVE FM（76.1MHz）を含む）。

### デジタルラジオ
- スカパー!SDと共通（スカパー! チャンネル一覧の項目を参照）。
  - スターデジオ（Ch.400-499）　2024年3月31日に終了した。